# Mesochorus incisus
Mesochorus incisus là một loài tò vò trong họ Ichneumonidae.